# Pixel 3a
O Pixel 3a e o Pixel 3a XL são um par de smartphones Android projetados, desenvolvidos e comercializados pelo Google como parte da linha de produtos Google Pixel. Eles servem coletivamente como variantes intermediárias do Pixel 3 e  Pixel 3 XL. Eles foram anunciados oficialmente em 7 de maio de 2019 no Google I/O, sete meses após o anúncio da linha original do Pixel 3 e foram lançados no mesmo dia. Em 3 de agosto de 2020, foi sucedido pelo Pixel 4a.

## Especificações

### Design
O Pixel 3a e o Pixel 3a XL vêm em três cores: 'Just Black' (todo preto), 'Clearly White' (branco com um botão ligar/desligar laranja) e 'Purple-ish' (lavanda, com um botão ligar/desligar amarelo neon). Tanto o Pixel 3a quanto o Pixel 3a XL se assemelham ao Pixel 3 menor, após críticas ao entalhe do Pixel 3 XL. Eles se parecem com seus equivalentes mais caros, mas ambos têm uma construção monobloco de policarbonato e vidro Asahi Dragontrail, em vez do Corning Gorilla Glass, que é usado na maioria dos outros smartphones.

### Hardware
O Pixel 3a e o Pixel 3a XL vêm com o chip Snapdragon 670 e 4 GB de RAM, com 64 GB de armazenamento interno eMMC não expansível. Ambos os telefones não possuem carregamento sem fio, resistência à água e o Pixel Visual Core (PVC), todos são padrão no Pixel 3. Eles apresentam alto-falantes estéreo e um fone de ouvido de 3,5 mm, o último dos quais foi omitido no Pixel 2 e Pixel 3. Ao contrário do Pixel 2 e Pixel 3, apenas um dos alto-falantes é frontal, com o outro alto-falante na parte inferior. Uma porta USB-C é usada para carregar e conectar outros acessórios. Ambos os celulares contam ainda com Active Edge, onde apertar as laterais do celular ativa o Google Assistente, que estreou com o Pixel 2 e o Pixel 2 XL.